# Jonas Brothers - Vivere il sogno
Jonas Brothers - Vivere il sogno (Jonas Brothers: Living the Dream) è di un documentario prodotto da Disney Channel, girato durante il When You Look Me In The Eyes Tour ed è una sorta di documentario sulla vita dei fratelli Jonas in tour. Nel programma appaiono Joe, Kevin e Nick, e il loro fratello minore, Frankie Jonas e in due episodi la co-star di Camp Rock Demi Lovato.
La serie, dura circa 10 minuti a episodio (in tutto gli episodi sono 15), documenta tutto il tour, dalla partenza all'ultima tappa. Rappresenta una descrizione molto dettagliata della vita delle tre stelle del pop, le prove, gli incontri con i fan e il rapporto con i genitori e con gli altri membri della troupe. Lo show è stato rinnovato per una seconda stagione, che andrà in onda durante il 2010 e mostrerà questa volta il tour europeo della band.